# Elena Herzenberg
Elena Herzenberg (* 24. Juni 1979 in Wachsch, Tadschikische SSR, UdSSR) ist eine ehemalige deutsche Hochspringerin.

## Leben
Herzenberg wurde in der Sowjetunion geboren und kam mit ihren Eltern 1982 in die DDR. 1989 begann sie in Eisenach mit der Leichtathletik. 1997 wurde Herzenberg Deutsche Jugendhallenmeisterin. Zwei Jahre später kam sie bei den Deutschen Meisterschaften auf den fünften Platz und nahm an den U23-Europameisterschaften in Göteborg teil, wo sie über die Qualifikation nicht hinaus kam. 2001 sprang Herzenberg bei den U23-Europameisterschaften in Amsterdam auf Platz vier.
Im Erwachsenenbereich konnte Herzenberg 2001 Deutsche Hallenmeisterin werden. Bei den Hallenweltmeisterschaften in Lissabon wurde sie Dreizehnte. 2002 wurde sie bei den nationalen Titelkämpfen in der Halle Zweite und nahm an den Halleneuropameisterschaften in Wien teil. In der Freiluftsaison gewann sie die Deutsche Meisterschaft und qualifizierte sich für die Europameisterschaften in München. 2003 wurde sie erneut Deutsche Hallenmeisterin und nahm an den Hallenweltmeisterschaften in Birmingham teil.
Elena Herzenberg startete für den SV Einheit Eisenach, die LG Ohra-Hörsel, ABC Ludwigshafen und die MTG Mannheim. Sie studierte nach dem Abitur Betriebswirtschaft an der Universität Mannheim und der Hochschule Ludwigshafen und schloss 2008 mit dem Diplom ab.

## Persönliche Bestleistungen
- Hochsprung: 1,91 Meter, 30. Mai 2002 in Zweibrücken
  - Halle: 1,94 Meter, 9. Februar 2001 in Siegen